# Éclipse solaire du 3 septembre 2081
L'éclipse solaire du 3 septembre 2081 est une éclipse totale.

## Prochaine éclipse solaire totale en France métropolitaine
Cette éclipse totale sera la première traversant la France métropolitaine depuis celle de 1999. Elle aura un parcours un peu plus au sud que celle de 1999, et plus large : de la Bretagne et Normandie jusqu'en Bourgogne-Franche-Comté et l'Alsace, au petit matin.
Cette éclipse passera ensuite en Suisse, sud de l'Allemagne, Italie du Nord, Autriche, Slovénie, Roumanie, Bulgarie. Puis, traversant la Mer Noire, elle continuera en Turquie puis en Syrie, Irak, Iran. Elle traversera ensuite le Golfe Persique puis tout l'océan Indien, pour décliner entre les îles de Sumatra et de Java.